# رنی لاروی
رنی لاروی (به انگلیسی: Renee Laravie) (زادهٔ ۱۴ ژوئیهٔ ۱۹۵۹) شناگر اهل ایالات متحده آمریکا است.